# Садоваче
Садоваче је насељено место у Босни и Херцеговини у општини Витез. Административно припада Федерацији Босне и Херцеговине, односно њеном Средњобосанском кантону. Према попису становништва из 2013. у насељу је било 423 становника, а већинску популацију у насељу чинили су Бошњаци.

## Становништво
По последњем службеном попису становништва из 2013. године у насељу Садоваче живело је 423 становника, а село је пре рата било етнички хетерогено са мешовитом бошњачко-хрватском популацијом.
| Националност | 2013. | 1991.        | 1981.        | 1971.        | 1961.        |
| Бошњаци      | —     | 270 (59,34%) | 253 (62,62%) | 220 (88,35%) | 164 (81,59%) |
| Хрвати       | —     | 182 (40,00%) | 138 (34,16%) | 28 (11,24%)  | 35 (17,41%)  |
| Срби         | —     | 0            | 2 (0,49%)    | 0            | 0            |
| Југословени  | —     | 0            | 6 (1,48%)    | 0            | 1 (0,49%)    |
| остали       | —     | 3 (0,65%)    | 5 (1,23%)    | 1 (0,40%)    | 1 (0,49%)    |
| Укупно       | 423   | 455          | 404          | 249          | 201          |